# Джонатан Маррей
Джонатан Маррей (англ. Jonathan Marray; нар. 10 березня 1981) — колишній британський тенісист.
Найвищу одиночну позицію світового рейтингу — 215 місце досяг 25 квітня 2005, парну — 15 місце — 28 січня 2013 року.
Здобув 3 парні титули.
Перемагав на турнірах Великого шолома в парному розряді.
Завершив кар'єру 2017 року.

## Важливі фінали

### Фінали турнірів Великого шолома

#### Парний розряд: 1 (1 перемога)
| Результат | Рік  | Турнір               | Покриття | Партнер          | Суперники                    | Рахунок                           |
| --------- | ---- | -------------------- | -------- | ---------------- | ---------------------------- | --------------------------------- |
| Перемога  | 2012 | Вімблдонський турнір | Трава    | Фредерік Нільсен | Роберт Ліндстедт Горія Текеу | 4–6, 6–4, 7–6(7–5), 6–7(5–7), 6–3 |

## Фінали турнірів ATP за кар'єру

### Парний розряд: 8 (3–5)
| Легенда                                     |
| ------------------------------------------- |
| Турніри Великого шолома (1–0)               |
| Фінали Світового туру ATP (0–0)             |
| Серія Мастерс 1000 Світового Туру ATP (0–0) |
| Серія 500 Світового туру ATP (0–0)          |
| Серія 250 Світового туру ATP (2–5)          |

| Титули за покриттям |
| ------------------- |
| Тверде (1–3)        |
| Ґрунт (0–0)         |
| Трава (2–2)         |

| Титули за типом корту |
| --------------------- |
| Відкритий (3–3)       |
| Закритий (0–2)        |

| Результат | В-П | Дата     | Турнір                                    | Рівень       | Покриття   | Партнер              | Суперники                          | Рахунок                           |
| --------- | --- | -------- | ----------------------------------------- | ------------ | ---------- | -------------------- | ---------------------------------- | --------------------------------- |
| Перемога  | 1–0 | Лип 2012 | Вімблдонський турнір, Велика Британія     | Великий Шлем | Трава      | Фредерік Нільсен     | Роберт Ліндстедт Горія Текеу       | 4–6, 6–4, 7–6(7–5), 6–7(5–7), 6–3 |
| Поразка   | 1–1 | Чер 2013 | Eastbourne International, Велика Британія | Серія 250    | Трава      | Колін Флемінг        | Александер Пея Бруно Соарес        | 6–3, 3–6, [8–10]                  |
| Поразка   | 1–2 | Лип 2013 | Відкритий чемпіонат Атланти, США          | Серія 250    | Тверде     | Колін Флемінг        | Едуар Роже-Васслен Ігор Сійслінґ   | 6–7(6–8), 3–6                     |
| Поразка   | 1–3 | Лют 2014 | Open 13, Франція                          | Серія 250    | Тверде (i) | Пол Генлі            | Жульєн Беннето Едуар Роже-Васселен | 6–4, 6–7(6–8), [11–13]            |
| Перемога  | 2–3 | Січ 2015 | Maharashtra Open, Індія                   | Серія 250    | Тверде     | Лу Єн-Сун            | Равен Класен Леандер Паес          | 6–3, 7-6(7–4)                     |
| Поразка   | 2–4 | Лют 2015 | Open 13, Франція                          | Серія 250    | Тверде (i) | Колін Флемінг        | Марін Драганя Генрі Контінен       | 4–6, 6–3, [8–10]                  |
| Перемога  | 3–4 | Лип 2015 | Hall of Fame Tennis Championships, США    | Серія 250    | Трава      | Айсам-уль-Хак Куреші | Ніколас Монро Мате Павич           | 4–6, 6–3, [10–8]                  |
| Поразка   | 3–5 | Лип 2016 | Hall of Fame Tennis Championships, США    | Серія 250    | Трава      | Аділ Шамасдін        | Сем Грот Кріс Гуччоне              | 4–6, 3–6                          |

## ATP Челленджер career finals

### Одиночний розряд: 1 (0–1)
| Результат | Ранг | Дата              | Турнір                     | Покриття   | Суперник у фіналі | Рахунок у фіналі |
| Поразка   | 1.   | 14 листопада 2005 | Ноттінгем, Велика Британія | Тверде (o) | Робін Вік         | 3–6, 2–6         |

### Парний розряд: 36 (19–17)
| Результат | Ранг | Дата              | Турнір                        | Покриття   | Партнер              | Суперники у фіналі                    | Рахунок у фіналі           |
| Поразка   | 1.   | 8 березня 2004    | Рексем, Велика Британія       | Тверде (i) | Марк Гілтон          | Ярослав Левинський Александер Васке   | 5–7, 6–7(1–7)              |
| Поразка   | 2.   | 2 серпня 2004     | Денвер, Colorado              | Тверде (o) | Джеймі Дельгадо      | Браян Бейкер Ражів Рам                | 2–6, 2–6                   |
| Перемога  | 1.   | 24 січня 2005     | Рексем, Велика Британія       | Тверде (i) | Марк Гілтон          | Туомас Кетола Фредерік Нільсен        | 6–3, 6–2                   |
| Перемога  | 2.   | 18 квітня 2005    | Ноттінгем, Велика Британія    | Тверде (o) | Марк Гілтон          | Мустафа Гусе Харш Манкад              | 6–4, 3–6, 6–3              |
| Перемога  | 3.   | 11 липня 2005     | Манчестер, Велика Британія    | Трава      | Марк Гілтон          | Джеймс Окленд Ден Кірнан              | 6–3, 6–2                   |
| Перемога  | 4.   | 6 березня 2006    | Кіото, Японія                 | Килим      | Ейлун Джонс          | Пракаш Амрітрадж Роган Бопанна        | 6–4, 3–6, [14–12]          |
| Перемога  | 5.   | 24 липня 2006     | Ноттінгем, Велика Британія    | Трава      | Лі Мартін            | Джошуа Ґудалл Росс Гатчінс            | 3–6, 6–3, [10–3]           |
| Перемога  | 6.   | 14 серпня 2006    | Грац, Австрія                 | Тверде (o) | Росс Гатчінс         | Джеймс Окленд Джеймі Дельгадо         | 6–7(5–7), 6–4, [15–13]     |
| Поразка   | 3.   | 30 червня 2008    | Дублін, Ірландія              | Килим (o)  | Фредерік Нільсен     | Пракаш Амрітрадж Айсам-уль-Хак Куреші | 3–6, 6–7(6–8)              |
| Перемога  | 7.   | 13 липня 2009     | Манчестер, Велика Британія    | Трава      | Джошуа Ґудалл        | Колін Флемінг Кен Скупскі             | 6–7(1–7), 6–3, [11–9]      |
| Перемога  | 8.   | 7 вересня 2009    | Алфен-ан-ден-Рейн, Нідерланди | Ґрунт      | Джеймі Маррей        | Сергій Бубка Сергій Стаховський       | 6–1, 6–4                   |
| Поразка   | 4.   | 12 жовтня 2009    | Коллінг, Данія                | Тверде (i) | Айсам-уль-Хак Куреші | Мартін Фішер Філіпп Освальд           | 5–7, 3–6                   |
| Перемога  | 9.   | 2 листопада 2009  | Астана, Казахстан             | Тверде (i) | Джеймі Маррей        | Девід Мартін Рогір Вассен             | 6–1, 6–4                   |
| Перемога  | 10.  | 11 січня 2010     | Салінас, Еквадор              | Тверде (o) | Джеймі Маррей        | Санчай Ратіватана Сончат Ратіватана   | 6–3, 6–4                   |
| Перемога  | 11.  | 8 лютого 2010     | Бергамо, Італія               | Тверде (o) | Джеймі Маррей        | Кароль Бек Їржі Кркошка               | 6–1, 6–7(2–7), [10–8]      |
| Поразка   | 5.   | 22 березня 2010   | Джерсі, Велика Британія       | Тверде     | Джеймі Маррей        | Роган Бопанна Кен Скупскі             | 2–6, 6–1, [6–10]           |
| Поразка   | 6.   | 24 квітня 2010    | Родос, Греція                 | Тверде (o) | Джеймі Маррей        | Дастін Браун Зімон Штадлер            | 6–7(4–7), 7–6(7–4), [7–10] |
| Поразка   | 7.   | 20 вересня 2010   | Ізмір, Туреччина              | Тверде (o) | Джеймі Дельгадо      | Раміз Джунейд Франк Мозер             | 2–6, 4–6                   |
| Поразка   | 8.   | 8 листопада 2010  | Аахен, Німеччина              | Килим (i)  | Джеймі Дельгадо      | Рубен Бемельманс Ігор Сійслінґ        | 4–6, 6–3, [9–11]           |
| Перемога  | 12.  | 24 січня 2011     | Гайльбронн, Німеччина         | Тверде (i) | Джеймі Дельгадо      | Франк Мозер Давід Шкох                | 6–1, 6–4                   |
| Поразка   | 9.   | 7 лютого 2011     | Кемпер, Франція               | Тверде (i) | Джеймі Дельгадо      | Джеймс Серретані Аділ Шамасдін        | 3–6, 7–5, [5–10]           |
| Перемога  | 13.  | 7 березня 2011    | Сараєво, Боснія і Герцеговина | Тверде (o) | Джеймі Дельгадо      | Їв Аллегро Андреас Бек                | 7–6(7–4),6–2               |
| Перемога  | 14.  | 21 березня 2011   | Бат, Велика Британія          | Тверде (i) | Джеймі Дельгадо      | Їв Аллегро Андреас Бек                | 6–3, 6–4                   |
| Поразка   | 10.  | 4 квітня 2011     | Монца, Італія                 | Ґрунт      | Джеймі Дельгадо      | Юган Брунстрем Фредерік Нільсен       | 7–5, 2–6, [7–10]           |
| Перемога  | 15.  | 9 травня 2011     | Бордо, Франція                | Ґрунт      | Джеймі Дельгадо      | Жульєн Беннето Ніколя Маю             | 7–5, 6–3                   |
| Перемога  | 16.  | листопад 2011     | Лафборо, Велика Британія      | Тверде     | Джеймі Дельгадо      | Сем Беррі Деніел Глансі               | 6–2, 6–2                   |
| Поразка   | 11.  | 12 лютого 2012    | Кемпер, Франція               | Тверде     | Дастін Браун         | П'єр-Юг Ербер Максім Тексера          | 6–7(5–7), 4–6              |
| Поразка   | 12.  | 4 березня 2012    | Шербур, Франція               | Тверде     | Дастін Браун         | Лауринас Грігеліс Володимир Ігнатик   | 6–4, 6–7(9–11), [0–10]     |
| Перемога  | 17.  | 12 березня 2012   | Сараєво, Боснія і Герцеговина | Тверде     | Дастін Браун         | Міхал Мертиняк Ігор Зеленай           | 7–6(7–2), 2–6, [11–9]      |
| Поразка   | 13.  | 7 квітня 2012     | Барлетта, Італія              | Ґрунт      | Ігор Зеленай         | Юган Брунстрем Дік Норман             | 4–6, 5–7                   |
| Перемога  | 18.  | 21 квітня 2012    | Рим, Італія                   | Ґрунт      | Дастін Браун         | Андрей Дееску Флорін Мерджа           | 6–4, 7–6(7–0)              |
| Поразка   | 14.  | 20 травня 2012    | Бордо, Франція                | Ґрунт      | Олів'є Шарруен       | Мартін Кліжан Ігор Зеленай            | 6–7(5–7), 6–4, [4–10]      |
| Поразка   | 15.  | 10 червня 2012    | Ноттінгем, Велика Британія    | Трава      | Фредерік Нільсен     | Трет Х'юї Домінік Інглот              | 4–6, 7–6(11–9), [8–10]     |
| Перемога  | 19.  | 14 вересня 2014   | Стамбул, Туреччина            | Тверде     | Колін Флемінг        | Джордан Керр Фабріс Мартен            | 6–4, 2–6, [10–8]           |
| Поразка   | 16.  | 16 листопада 2014 | Гельсінкі, Фінляндія          | Тверде (i) | Філіпп Пецшнер       | Генрі Контінен Яркко Ніємінен         | 6–7(2–7), 4–6              |
| Поразка   | 17.  | 29 січня 2017     | Ренн, Франція                 | Тверде (i) | Юліан Ноул           | Євген Донской Михайло Єлгін           | 2–6, 6–3, [9–11]           |

## Досягнення в парному розряді
| W | Ф | ПФ | ЧФ | #Р | КТ | К# | P# | DNQ | A | Z# | PO | G | S | B | NMS | NTI | P | NH |

Актуально станом на завершення Open Sud de France 2017.
| Турнір                                 | 2000              | 2001              | 2002              | 2003              | 2004              | 2005              | 2006              | 2007              | 2008              | 2009              | 2010              | 2011              | 2012  | 2013              | 2014              | 2015              | 2016              | 2017              | SR     | В-П    |
| -------------------------------------- | ----------------- | ----------------- | ----------------- | ----------------- | ----------------- | ----------------- | ----------------- | ----------------- | ----------------- | ----------------- | ----------------- | ----------------- | ----- | ----------------- | ----------------- | ----------------- | ----------------- | ----------------- | ------ | ------ |
| Турніри Великого шолома                |                   |                   |                   |                   |                   |                   |                   |                   |                   |                   |                   |                   |       |                   |                   |                   |                   |                   |        |        |
| Відкритий чемпіонат Австралії з тенісу |                   |                   |                   |                   |                   |                   |                   |                   |                   |                   |                   |                   | 1р    | 2р                | 1р                | 1р                | 1р                |                   | 0 / 5  | 1–5    |
| Відкритий чемпіонат Франції з тенісу   |                   |                   |                   |                   |                   |                   |                   |                   |                   |                   | 1р                |                   | 1р    | 1р                |                   | 1р                |                   |                   | 0 / 4  | 0–4    |
| Вімблдонський турнір                   |                   |                   | 1р                | 1р                | 1р                | 2р                | 1р                | 3р                | 1р                | 3р                | 1р                | 2р                | П     | 3р                | 2р                | 3р                | ЧФ                |                   | 1 / 15 | 20–14  |
| Відкритий чемпіонат США з тенісу       |                   |                   |                   |                   |                   |                   |                   |                   |                   |                   |                   | 3р                | 2р    | ЧФ                | 1р                | 2р                |                   |                   | 0 / 5  | 7–5    |
| В-П                                    | 0–0               | 0–0               | 0–1               | 0–1               | 0–1               | 1–1               | 0–1               | 2–1               | 0–1               | 2–1               | 0–2               | 3–2               | 7–3   | 6–4               | 1–3               | 3–4               | 3–2               | 0–0               | 1 / 29 | 28–28  |
| Завершальний чемпіонат сезону          |                   |                   |                   |                   |                   |                   |                   |                   |                   |                   |                   |                   |       |                   |                   |                   |                   |                   |        |        |
| Фінал ATP                              | Не кваліфікувався | Не кваліфікувався | Не кваліфікувався | Не кваліфікувався | Не кваліфікувався | Не кваліфікувався | Не кваліфікувався | Не кваліфікувався | Не кваліфікувався | Не кваліфікувався | Не кваліфікувався | Не кваліфікувався | ПФ    | Не кваліфікувався | Не кваліфікувався | Не кваліфікувався | Не кваліфікувався | Не кваліфікувався | 0 / 2  | 2–2    |
| Серія Мастерс 1000 Світового Туру ATP  |                   |                   |                   |                   |                   |                   |                   |                   |                   |                   |                   |                   |       |                   |                   |                   |                   |                   |        |        |
| Indian Wells Open                      |                   |                   |                   |                   |                   |                   |                   |                   |                   |                   |                   |                   |       |                   | 2р                |                   |                   |                   | 0 / 1  | 1–1    |
| Відкритий чемпіонат Маямі з тенісу     |                   |                   |                   |                   |                   |                   |                   |                   |                   |                   |                   |                   |       | 1р                | 2р                |                   |                   |                   | 0 / 2  | 1–2    |
| Мастерс Монте-Карло                    |                   |                   |                   |                   |                   |                   |                   |                   |                   |                   |                   |                   |       | 2р                |                   |                   |                   |                   | 0 / 1  | 1–1    |
| Мастерс Мадрид                         | NH                | NH                |                   |                   |                   |                   |                   |                   |                   |                   |                   |                   |       |                   |                   |                   |                   |                   | 0 / 0  | 0–0    |
| Мастерс Рим                            |                   |                   |                   |                   |                   |                   |                   |                   |                   |                   |                   |                   |       | 2р                |                   |                   |                   |                   | 0 / 1  | 1–1    |
| Мастерс Канада                         |                   |                   |                   |                   |                   |                   |                   |                   |                   |                   |                   |                   | 1р    |                   |                   |                   |                   |                   | 0 / 1  | 0–1    |
| Мастерс Цинциннаті                     |                   |                   |                   |                   |                   |                   |                   |                   |                   |                   |                   |                   | 1р    |                   |                   |                   |                   |                   | 0 / 1  | 0–1    |
| Мастерс Шанхай                         | Не проводили      | Не проводили      | Не проводили      | Не проводили      | Не проводили      | Не проводили      | Не проводили      | Не проводили      | Не проводили      |                   |                   |                   | 2р    | 2р                |                   |                   |                   |                   | 0 / 2  | 2–2    |
| Мастерс Париж                          |                   |                   |                   |                   |                   |                   |                   |                   |                   |                   |                   |                   | ПФ    | 1р                |                   |                   |                   |                   | 0 / 2  | 3–2    |
| В-П                                    | 0–0               | 0–0               | 0–0               | 0–0               | 0–0               | 0–0               | 0–0               | 0–0               | 0–0               | 0–0               | 0–0               | 0–0               | 4–4   | 3–5               | 2–2               | 0–0               | 0–0               | 0–0               | 0 / 11 | 9–11   |
| Виступи за країну                      |                   |                   |                   |                   |                   |                   |                   |                   |                   |                   |                   |                   |       |                   |                   |                   |                   |                   |        |        |
| Кубок Девіса                           |                   |                   |                   |                   |                   |                   |                   |                   |                   |                   |                   |                   |       | PO                |                   |                   |                   |                   | 0 / 0  | 1–0    |
| Загальна статистика                    |                   |                   |                   |                   |                   |                   |                   |                   |                   |                   |                   |                   |       |                   |                   |                   |                   |                   |        |        |
| Фінали                                 | 0                 | 0                 | 0                 | 0                 | 0                 | 0                 | 0                 | 0                 | 0                 | 0                 | 0                 | 0                 | 1     | 2                 | 1                 | 3                 | 1                 | 0                 | 8      | 8      |
| Титули                                 | 0                 | 0                 | 0                 | 0                 | 0                 | 0                 | 0                 | 0                 | 0                 | 0                 | 0                 | 0                 | 1     | 0                 | 0                 | 2                 | 0                 | 0                 | 3      | 3      |
| Разом виграшів–поразок                 | 0–0               | 0–0               | 0–1               | 1–2               | 0–3               | 1–3               | 0–1               | 2–2               | 0–1               | 2–1               | 1–8               | 3–8               | 17–19 | 26–22             | 12–17             | 19–17             | 12–14             | 0–1               | 96–120 | 96–120 |
| Рейтинг на кінець року                 | 798               | 651               | 198               | 248               | 196               | 159               | 177               | 331               | 389               | 92                | 112               | 86                | 17    | 41                | 76                | 53                | 93                | 702               | 44%    | 44%    |